# The Weekly Packet
The Weekly Packet щотижнева брошура що видаєтся в громадах штату Мен Блю Хілл, Бруклін, Бруксвілль, Седґвік та Сюррі. Була заснована Джеррі Дюрнбо, після переїзду з Індіани до Мену, в 1960. Обсяг тиражу 2,200 копій, в видавництві Penobscot Bay Press.